# Кам'янська сільська рада (Біляївський район)
Ка́м'янська сільська́ ра́да — колишня адміністративно-територіальна одиниця та орган місцевого самоврядування в Біляївському районі Одеської області. Адміністративний центр — село Кам'янка.

## Загальні відомості
Кам'янська сільська рада утворена в 1967 році (?).

Сільська рада утворена 21 серпня 1979 р., підпорядковані села — Михайлівка, Секретарівка та Червона Гірка Василівської сільсьради.
- Територія ради: 64,452 км²
- Населення ради: 1 849 осіб (станом на 2001 рік)

## Населені пункти
Сільській раді були підпорядковані населені пункти:
- с. Кам'янка
- с. Червона Гірка

## Населення
Згідно з переписом 1989 року населення села становило 1972 особи, з яких 911 чоловіків та 1061 жінка.
За переписом населення 2001 року в селі мешкало 1849 осіб.

### Мова
Розподіл населення за рідною мовою за даними перепису 2001 року:
| Мова       | Відсоток |
| ---------- | -------- |
| українська | 70,25 %  |
| російська  | 23,69 %  |
| молдовська | 4,38 %   |
| вірменська | 0,76 %   |
| болгарська | 0,32 %   |
| німецька   | 0,22 %   |
| білоруська | 0,05 %   |
| гагаузька  | 0,05 %   |

## Склад ради
Рада складалася з 16 депутатів та голови.
- Голова ради: Жаріт Федір Степанович
- Секретар ради: Ясінковська Ганна Василівна

### Керівний склад попередніх скликань
| Прізвище, ім'я, по батькові | Основні відомості                                                                       | Дата обрання | Дата звільнення |
| --------------------------- | --------------------------------------------------------------------------------------- | ------------ | --------------- |
| Жаріт Федір Степанович      | Сільський голова, 1955 року народження, освіта вища, член Соціалістичної партії України | 26.03.2006   | 31.10.2010      |
| Жаріт Федір Степанович      | Сільський голова, 1955 року народження, освіта вища, член Партії регіонів               | 31.10.2010   | 25.10.2015      |

Примітка: таблиця складена за даними сайту Верховної Ради України

### Депутати
За результатами місцевих виборів 2010 року депутатами ради стали:

#### За суб'єктами висування
| Суб'єкт висування                                       | Кількість обраних депутатів | %    |
| ------------------------------------------------------- | --------------------------- | ---- |
| Партія регіонів                                         | 12                          | 75   |
| Народна партія                                          | 2                           | 12,5 |
| Політична партія Всеукраїнське об'єднання «Батьківщина» | 1                           | 6,3  |
| Самовисування                                           | 1                           | 6,3  |

#### За округами
| № округу                                                | Прізвище, ім'я, по батькові     | Дата визнання обраним | Освіта  | Партійна приналежність                        | Відомості про обраного депутата                          |
| ------------------------------------------------------- | ------------------------------- | --------------------- | ------- | --------------------------------------------- | -------------------------------------------------------- |
| Народна Партія                                          |                                 |                       |         |                                               |                                                          |
| 6                                                       | Чіхірева Олена Федорівна        | 03.11.2010            | середня | позапартійна                                  | пенсіонер                                                |
| 7                                                       | Карауш Роман Миколайович        | 03.11.2010            | вища    | член Народної партії                          | Біляївська РДА управління економіки, головний спеціаліст |
| Партія регіонів                                         |                                 |                       |         |                                               |                                                          |
| 1                                                       | Бубнов Ігор Геннадійович        | 03.11.2010            | вища    | член Партії регіонів                          | фермерське господарство «Бігіс», голова                  |
| 2                                                       | Демченко Микола Миколайович     | 03.11.2010            | вища    | позапартійний                                 | пенсіонер                                                |
| 3                                                       | Данильчак Андрій Володимирович  | 03.11.2010            | вища    | член Партії регіонів                          | Кам'янська загальноосвітня школа, вчитель                |
| 4                                                       | Макар Олена Броніславівна       | 03.11.2010            | середня | член Партії регіонів                          | Кам'янська загальноосвітня школа, вчитель                |
| 5                                                       | Селіхов Віктор Степанович       | 03.11.2010            | середня | позапартійний                                 | фермерське господарство «Селан», голова                  |
| 8                                                       | Пурчел Валентина Данилівна      | 03.11.2010            | середня | член Партії регіонів                          | ППА «Єдність», кухар                                     |
| 9                                                       | Дигусар Валентин Павлович       | 03.11.2010            | вища    | член Партії регіонів                          | Кам'янська амбулаторія, водій швидкої допомоги           |
| 10                                                      | Ясінковська Ганна Василівна     | 03.11.2010            | вища    | член Партії регіонів                          | Кам'янська сільська рада, секретар ради                  |
| 12                                                      | Татарчук Вадим Олександрович    | 03.11.2010            | вища    | член Партії регіонів                          | Кам'янська загальноосвітня школа, вчитель                |
| 13                                                      | Бельчик Юрій Олексійович        | 03.11.2010            | вища    | член Партії регіонів                          | Кам'янська загальноосвітня школа, вчитель                |
| 14                                                      | Байдан Валентина Федорівна      | 03.11.2010            | середня | член Партії регіонів                          | Василівський робкоп, продавець                           |
| 16                                                      | Аладинська Алла Михайлівна      | 03.11.2010            | середня | член Партії регіонів                          | Червоногірський відділ зв'язку, завідувачка              |
| Політична партія Всеукраїнське об'єднання «Батьківщина» |                                 |                       |         |                                               |                                                          |
| 11                                                      | Ангельчев Олександр Миколайович | 03.11.2010            | середня | член Всеукраїнського об'єднання «Батьківщина» | тимчасово не працює                                      |
| Самовисування                                           |                                 |                       |         |                                               |                                                          |
| 15                                                      | Ангельчев Вадим Миколайович     | 03.11.2010            | середня | позапартійний                                 | тимчасово не працює                                      |